# Danny Pinheiro-Rodrigues
Danny Pinheiro-Rodrigues (Ruan, 16 de abril de 1985) es un deportista francés que compitió en gimnasia artística, especialista en las anillas.
Ganó dos medallas de bronce en el Campeonato Europeo de Gimnasia Artística, en los años 2008 y 2013.
Participó en dos Juegos Olímpicos de Verano, ocupando en su especialidad el quinto lugar en Pekín 2008 y el séptimo en Río de Janeiro 2016.

## Palmarés internacional
| Campeonato Europeo | Campeonato Europeo | Campeonato Europeo | Campeonato Europeo |
| Año                | Lugar              | Medalla            | Prueba             |
| ------------------ | ------------------ | ------------------ | ------------------ |
| 2008               | Lausana (Suiza)    | Medalla de bronce  | Anillas            |
| 2013               | Moscú (Rusia)      | Medalla de bronce  | Anillas            |